# Vasilios Lampropoulos
Vasilios Lampropoulos (griechisch Βασίλειος Λαμπρόπουλος; * 31. März 1990 in Pyrgos) ist ein griechischer Fußballspieler. Der Abwehrspieler spielt beim OFI Kreta und ist griechischer Nationalspieler.

## Karriere

### Verein
Lampropoulos spielt als Innenverteidiger und Rechtsverteidiger. Er spielte für Apollon Kalamarias, Asteras Tripolis, Ilioupoli, Ethnikos Asteras und Panionios Athen. Im Januar 2014 setzte Lampropoulos seine Karriere bei AEK Athen fort. Am 27. Juni 2019 bestätigte Deportivo La Coruña die Verpflichtung des griechischen Nationalverteidigers für die nächsten beiden Spielzeiten. Deportivo verpasste den Aufstieg in die Primera División in diesem Jahr.
Am 31. Januar 2020 wurde Lampropoulos bis zum Ende der Saison 2019/20 an den deutschen Zweitligisten VfL Bochum verliehen. Im August 2020 wurde bekannt, dass er ablösefrei zum VfL Bochum wechselt. Nach Ablauf seines Vertrages wechselte er im Sommer 2023 zum OFI Kreta.

### Nationalmannschaft
Am 9. November 2018 berief der griechische Trainer Angelos Anastasiadis den Innenverteidiger für das Spiel gegen Finnland und Estland in der UEFA Nations League in den Kader. Am 15. November 2018 gab er sein Debüt beim 1:0-Heimsieg gegen Finnland.

## Erfolge
Olympiakos Piräus
- Griechischer Pokalsieger: 2008

AEK Athen
- Griechischer Meister: 2018
- Griechischer Pokalsieger: 2016

VfL Bochum
- Meister der 2. Bundesliga und Aufstieg in die Bundesliga: 2021